# Vizio di forma
Il vizio di forma (o vizio procedurale), in campo giuridico, è un'imperfezione che rende annullabile un processo penale.

## Descrizione
Si parla di vizio procedurale quando avviene un qualunque abuso durante un processo.

## Diritto amministrativo
Anche nel diritto amministrativo alcuni vizi di forma possono essere causa di nullità degli atti amministrativi, almeno nei casi nei quali una certa forma è prevista per legge. Tra i casi più evidenti c'è la forma scritta dell'atto, in mancanza della quale l'atto è nullo.